# José Carlos dos Anjos Sávio
José Carlos dos Anjos Sávio, mais conhecido como Zé Carlos, (Criciúma, 9 de setembro de 1985), é um futebolista brasileiro que atua como goleiro. Atualmente joga pelo Inter de Limeira.

## Carreira
O goleiro foi revelado nas categorias de base do Criciúma. Ele fez a sua estréia em 11/06/2003, no jogo amistoso contra o Metropolitano de Blumenau entrando aos 26 minutos do segundo tempo, aonde o Criciúma venceu por 3 a 1. Ao longo do tempo em que atuou pelo Criciúma, Zé Carlos marcou três gols, sendo que um deles foi o que ajudou o time na conquista do titulo da Série C do Brasileiro de 2006. Participou também da Seleção Brasileira de Futebol Sub-17 em 2003.
No ano de 2009 foi contratado pelo Avaí, mas foi emprestado ao Paraná para a disputa do Brasileiro Série B. No final de sua participação no time paranaense, foi anunciado como reforço do Avaí para a temporada de 2010. No clube catarinense, atuou em 56 partidas e foi Campeão Catarinense em 2010. No ano de 2011 não foi muito utilizado, e o Avaí o liberou para negociar sua volta ao Paraná. Ao final da temporada de 2011, o Paraná não conquistou o Acesso à Série A e Zé Carlos foi anunciado como reforço do Oeste para a temporada de 2012. Sua estreia pelo time, foi na derrota para o Guarani de virada por 2 a 1 fora de casa pela primeira rodada do Campeonato Paulista. Ao termino do Campeonato Paulista Zé Carlos retorna para o Avaí. Porém, no fim do campeonato paulista, o arqueiro acertou com o Boa Esporte, e no dia 20/12/2012 o goleiro foi anunciado como mais novo reforço do Paysandu de Belém. No time paraense Zé Carlos conquistou o Campeonato Paraense de 2013, mas acabou sendo rebaixado no Campeonato Brasileiro da Série B.
Para a temporada de 2014, Zé Carlos assina com o ASA. Sua estreia pelo time aconteceu no dia 11 de janeiro, quando o ASA venceu o Murici fora de casa por 3 a 2. Zé Carlos foi contratado pelo ASA por indicação do então treinador Heron Ferreira, quando o arqueiro era titular do time. Com a saída de Heron e a chegada do novo treinador Beto Almeida, Zé perdeu a posição. No dia 21 de fevereiro de 2014, o ASA anuncia a saída do atleta.
Para a sequência da temporada de 2014, Zé Carlos foi contratado pelo Tubarão, onde disputou o Série B do Campeonato Catarinense.
Em 2019 acertou com o Brusque, onde teve uma grande passagem permanecendo por três temporadas e conquistando os títulos da Copa Santa Catarina de 2019 e Recopa Catarinense de 2020 além de um título nacional do Campeonato Brasileiro Série D - 2019, ajudando o Brusque a ter uma ascensão no cenário do futebol brasileiro.
Já em 2022 com uma disputa forte no elenco do Brusque, decidiu acertar sua saída para o Metropolitano clube também de Santa Catarina que irá disputar a Copa Santa Catarina de 2022.

## Títulos
Criciúma
- Campeonato Brasileiro Série C - 2006
- Campeonato Catarinense - 2005

Avaí
- Campeonato Catarinense - 2010

Boa Esporte
- Taça Minas Gerais: 2012

Paysandu
- Campeonato Paraense: 2013

Santo André
- Campeonato Paulista Série A2: 2016

Londrina
- Campeonato do Interior Paranaense: 2017

Concórdia
- Campeonato Catarinense de Futebol - Série B: 2017

Brusque
- Copa Santa Catarina de 2019
- Campeonato Brasileiro Série D - 2019
- Recopa Catarinense: 2020

## Estatísticas
Última atualização: 13 de fevereiro de 2018.
| Clube    | Temporada | Jogos | Gols |
| -------- | --------- | ----- | ---- |
| Criciuma | 2003      | 1     | 0    |
| Criciuma | 2004      | 1     | 0    |
| Criciuma | 2005      | 7     | 0    |
| Criciuma | 2006      | 23    | 1    |
| Criciuma | 2007      | 57    | 0    |
| Criciuma | 2008      | 53    | 2    |
| Criciuma | 2009      | 17    | 0    |
| Avaí     | 2010      | 45    | 0    |
| Avaí     | 2011      | 11    | 0    |
| Avaí     | Total     | 56    | 0    |